# Moncenisio
Moncenisio (piemontesisch Monsnis, frankoprovenzalisch Moueini; bis 1864 Ferrera, 1864–1940 Ferrera Cenisio) ist eine Gemeinde der italienischen Metropolitanstadt Turin (TO), Region Piemont. 

## Lage und Einwohner
Moncenisio liegt knapp 70 km westlich von Turin im Val Cenischia und ist mit nur 49 Einwohnern (Stand 31. Dezember 2023) die kleinste Gemeinde des Piemont und zusammen mit Morterone eine der beiden kleinsten in ganz Italiens. Der Ort liegt auf einer Höhe von 1460 m s.l.m., nur einige hundert Meter südlich der Grenze zu Frankreich an der alten Passstraße zum gleichnamigen Pass Col du Mont Cenis.
Moncenisio ist Mitglied der Bergkommune Comunità Montana Alta Valle di Susa. Die Nachbargemeinden sind Val-Cenis (Frankreich), Novalesa und Venaus.

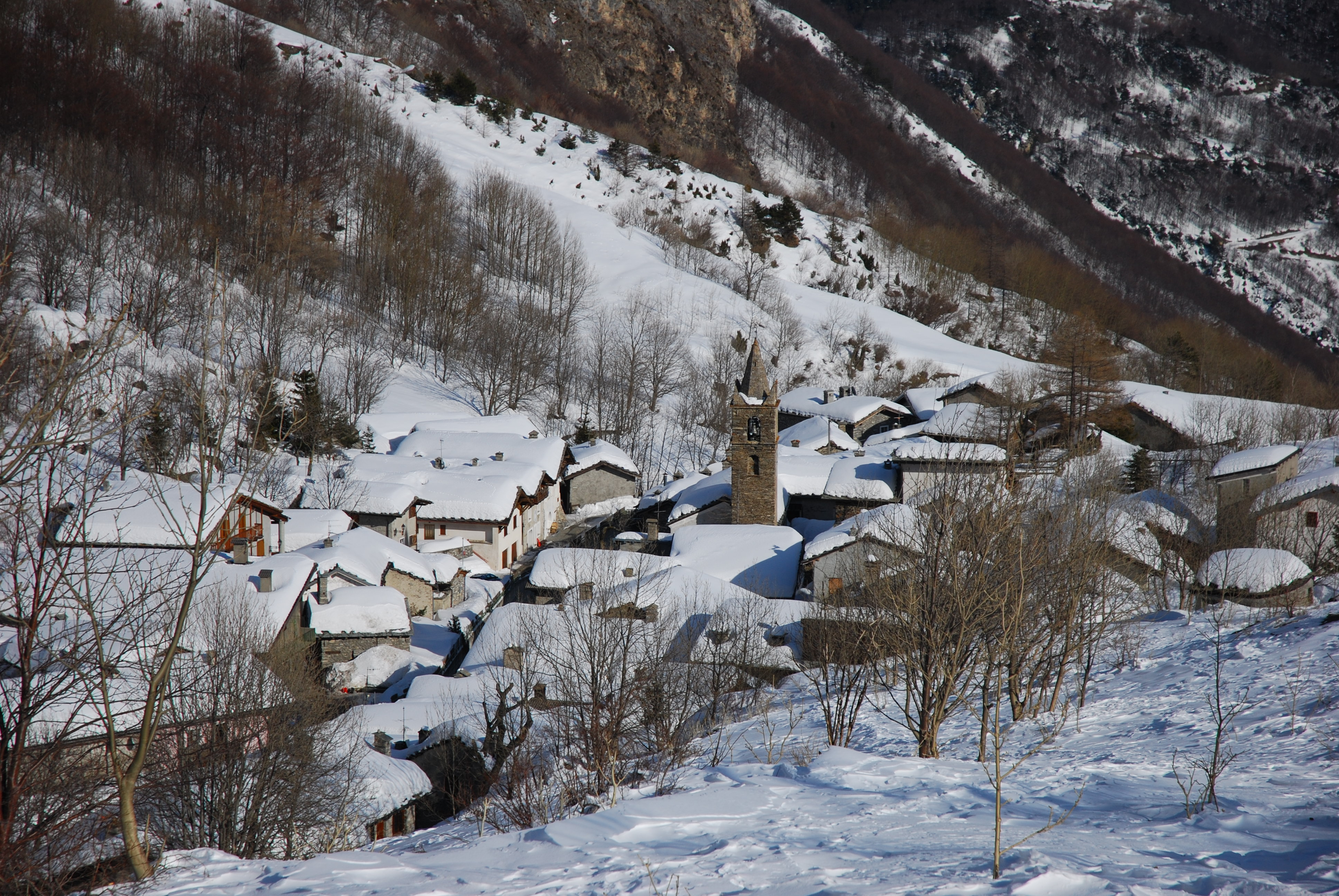
Moncenisio im Winter

## Geschichte

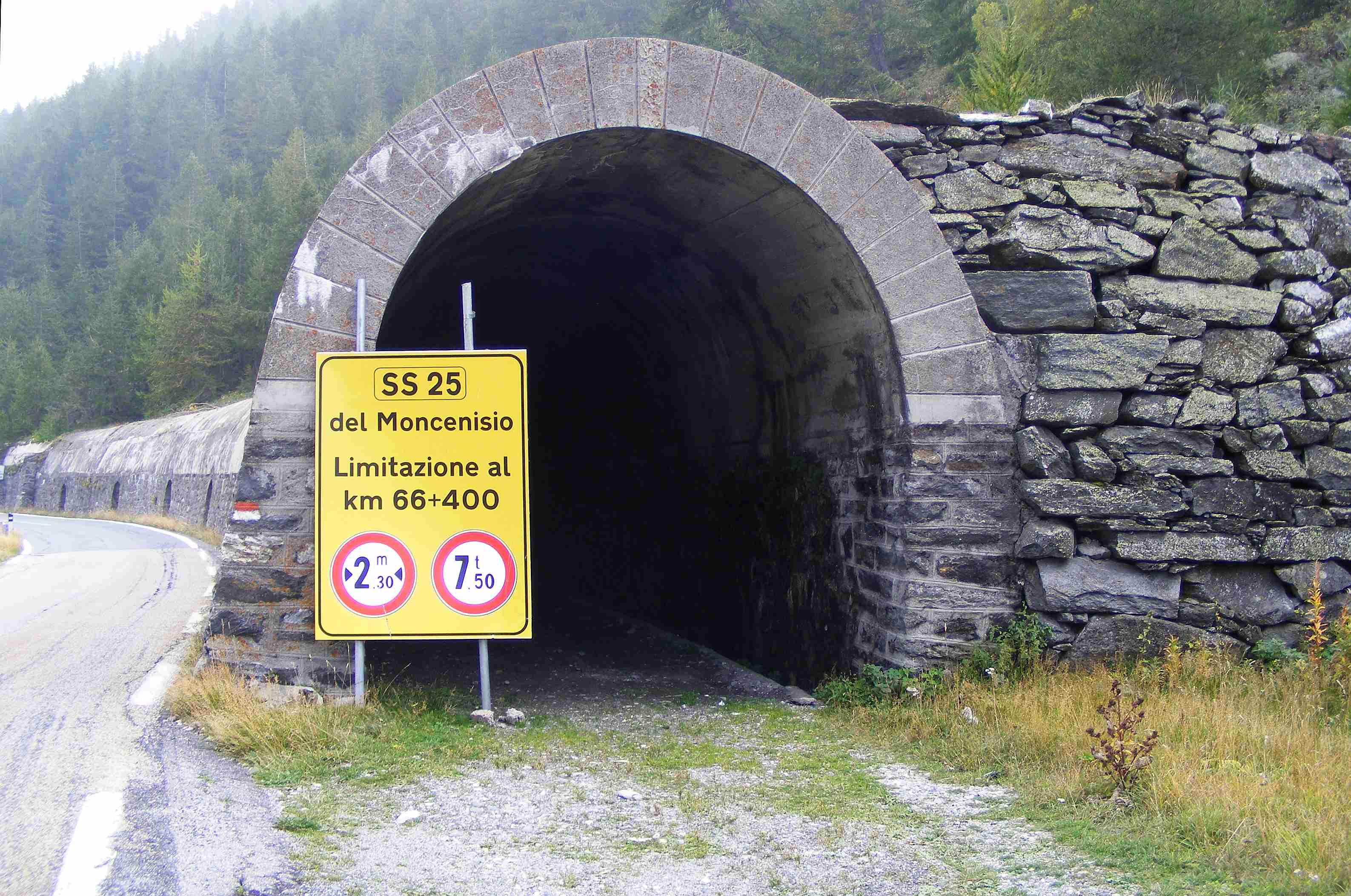
Der alteTunnel der Mont-Cenis-Bahnstrecke

Die ersten Belege beziehen sich auf die Geschichte des Mont-Cenis-Passes, der im 16. Jahrhundert zu einer Route von größter Bedeutung für die Handelsbeziehungen zwischen Italien und Frankreich wurde und Teil der Via Francigena war. Die Gemeinde hieß ursprünglich Ferrera. In Zusammenhang mit dem Ausbau der Stauanlagen am Mont-Cenis-See in den 1960er Jahren wurde der Name in Moncenisio geändert.
Die Periode der größten Entwicklung fand zwischen 1600 und 1800 statt und es gab vier Hotels auf dem Gemeindegebiet. Die Einwohnerzahl erreichte rund 300 Einwohner. In der Zeit von 1803 bis 1811 wurde im Auftrag von Napoleon Bonaparte die Napoleonische Straße, die heutige SS25, gebaut, die die Stadt abschottete und vor allem den von den Führern und Trägern angebotenen Service praktisch nutzlos machte. Zu Beginn waren die Einwohner mit dem Bau der Straße selbst beschäftigt, doch nach der Fertigstellung blieb nur noch die Schafzucht oder die Auswanderung in die Städte des unteren Tals. Von 1868 bis 1871 war die Mont-Cenis-Bahn in Betrieb. Mit dem Bau des Mont-Cenis-Eisenbahntunnel wurde die Strecke nutzlos und eingestellt.